# Charles A. Kraus
Pour les articles homonymes, voir Kraus.
Charles August Kraus (15 août 1875 - 27 juin 1967) est un chimiste américain. 

## Biographie
Il est professeur de chimie et directeur des laboratoires de chimie à l'Université Clark, où il dirige le Chemical Warfare Service pendant la Première Guerre mondiale.
Il est ensuite professeur de chimie et directeur des laboratoires de chimie à l'Université Brown, et est consultant pour le projet Manhattan pour développer la bombe atomique. Ses recherches contribuent au développement de la lampe ultraviolette, du pyrex et à la production d'une forme d'essence éthylique au plomb. Il étudie la conductance électrique des solutions de métaux alcalins d'ammoniac liquide contribuant au développement du concept d'électron solvaté. Il a publié plus de 225 articles de recherche.
Il est membre de l'Académie nationale des sciences, de l'American Academy of Sciences, de la Société américaine de philosophie, de l'American Chemical Society, de la Société américaine de physique, de l'American Association of University Professors, de la Faraday Society, de la Washington Academy of Sciences et membre honoraire du Franklin Institute.
Il reçoit plusieurs médailles de l'American Chemical Society, dont la médaille Priestley en 1950. Il reçoit la médaille Franklin en 1938, le Navy Distinguished Public Service Award en 1948 et le Prix Willard-Gibbs en 1935.